# هايدن (كولورادو)
هايدن (بالإنجليزية: Hayden, Colorado)‏ هي بلدة تقع في مقاطعة روت بولاية كولورادو في الولايات المتحدة. تأسست عام 1894، تبلغ مساحتها 6.4 (كم²)، وترتفع عن سطح البحر 1961 م، بلغ عدد سكانها 1810 نسمة في عام 2010 حسب إحصاء مكتب تعداد الولايات المتحدة وتصل الكثافة السكانية فيها 255.3 نسمة/كم2.

## وصلات خارجية
- Town of Hayden
- The US50 - Cities and Towns in Colorado State
- Colorado Cities and Towns, Facts, Map, Flag, Colleges, Government, and More